# 賴伊 (亞利桑那州)
賴伊（英語：Rye）是位於美國亞利桑那州希拉縣的一個人口普查指定地區。根據2010年美國人口普查，該地共人口500人，而該地的面積約為1.32平方千米。

## 地理
賴伊的座標為34°06′34″N 111°21′13″W / 34.10944°N 111.35361°W，而該地最高點為海拔高度955米（即3133英尺）。